# Dimorphanthera latifolia
Dimorphanthera latifolia är en ljungväxtart som beskrevs av Schlechter. Dimorphanthera latifolia ingår i släktet Dimorphanthera och familjen ljungväxter. Inga underarter finns listade i Catalogue of Life.